# Jeremias Van Rensselaer
 Jeremias Van Rensselaer, auch Jeremiah Van Rensselaer (* 4. August 1793 in Greenbush, New York; † 7. März 1871 in  Manhattan, New York) war ein US-amerikanischer Mediziner und Geologe. 

## Leben
Jeremias Van Rensselaer war ein Sohn des Offiziers John Jeremias Van Rensselaer (1762–1828) und dessen Ehefrau Catherine, geborene Glen (1765–1807).
Er graduierte 1813 am Yale College, ging zum Studium der Medizin zu seinem Onkel, dem Arzt und Mineralogen Archibald Bruce (1777–1818) nach New York, promovierte 1817 in New York in Medizin und begab sich anschließend gemeinsam mit dem mit ihm befreundeten Mediziner William Howard (1793–1834) auf die Grand Tour nach Europa. Während dieser Europareise bestiegen die beiden Mediziner 1819 den Ätna und den Vesuv und waren im Juli 1819 die ersten Amerikaner auf dem Gipfel des höchsten Berges der Alpen, dem Mont Blanc.
Nach seiner Rückkehr von der Europareise praktizierte er als Arzt in New York City, beschäftigte sich intensiv mit Geologie und war viele Jahre Sekretär des New York Lyceum of Natural History. Seine 1823 und 1825 veröffentlichten Schriften An essay on salt und Lectures on geology zählen zu den Frühwerken der amerikanischen geologischen Literatur.
Jeremias Van Rensselaer wurde am 28. November 1826 unter der Präsidentschaft des Mediziners Christian Gottfried Daniel Nees von Esenbeck mit dem akademischen Beinamen Gronovius unter der Matrikel-Nr. 1309 als Mitglied in die Kaiserliche Leopoldino-Carolinische Akademie der Naturforscher aufgenommen. Am 26. Juni 1828 wurde er Mitglied der Accademia delle Scienze di Torino.
Er war seit 1822 verheiratet mit Charlotte Willis (1792–1832), geborene Foster, und ab 1835 mit Anne Ferrand († 1894), geborene Waddington.

## Schriften
- An essay on salt, containing notices of its origin, formation, geological position and principal localities, embracing a particular description of the American salines, with a view of its uses in the arts, manufactures and agriculture, delivered as a lecture before the New-York Lyceum of Natural History, O. Wilder and J. M. Campbell, New York 1823  (archive.org)
- Lectures on geology, being outlines of the science. Delivered in the New-York Athenaeum. In the year 1825, E. Bliss & E. White, New York 1825  (archive.org)